# Międzyrzec Podlaski
Międzyrzec Podlaski ist eine Stadt im Powiat Bialski der Woiwodschaft Lublin in  Polen. Sie hat etwa 16.650 Einwohner und eine Fläche von 19,75 km².

## Geschichte
Die erste urkundliche Erwähnung von Międzyrzec Podlaski als Stadt entstammt dem Jahr 1477. Seit dem 16. Jahrhundert gab es in Międzyrzec Podlaski eine jüdische Bevölkerung. 1795 wurde die Stadt von Österreich besetzt, seit dem Jahr 1809 gehörte sie zum Herzogtum Warschau und ging 1815 an Kongresspolen über. Im Jahr 1867 wurde die Stadt an das Bahnnetz angeschlossen.
Ende der 1930er Jahre umfasste die jüdische Gemeinde mit etwa 12.000 Mitgliedern etwa drei Viertel der Bevölkerung. Ende September 1939 besetzte die Rote Armee die Stadt, räumte sie aber aufgrund des Deutsch-Sowjetischen Grenz- und Freundschaftsvertrages Anfang Oktober wieder; etwa 2.000 junge Juden folgten ihnen in die sowjetisch okkupierte Zone.
Am 25./26. August 1942 trieben örtliche Dienststellen und Polizisten etwa 11.000 Juden in überfüllte Züge, die nach Treblinka fuhren. Danach errichtete das Hamburger Reserve-Polizei-Bataillon 101 dort das größte Durchgangsghetto im damaligen Distrikt Lublin. Der Holocaust-Überlebende Moshe Brezniak (1917–2003) berichtet in seinem Buch „Birkenland“ darüber. Es wurde bis 1943 als Transfer-Ghetto genutzt und war völlig überfüllt. Von August 1942 bis Mai 1943 bestand ein Zwangsarbeiterlager für Bürstenproduktion in der Stadt. Offenbar wurden danach mehrere Hundert Bürstenmacher in das Zwangsarbeitslager Trawniki verbracht. Am 17. Juli 1943 wurden die letzten 160 bis 200 Bewohner erschossen und Międzyrzec Podlaski für „judenfrei“ erklärt.
Das Ende der Naziherrschaft erlebten weniger als ein Prozent der jüdischen Bewohner.

## Landgemeinde
Die eigenständige Landgemeinde (gmina wiejska) Międzyrzec Podlaski hat eine Fläche von 261,58 km² und 10.426 Einwohner (Stand 31. Dezember 2020). Zu ihr gehören 33 Ortschaften mit einem Schulzenamt (sołectwo).

## Sehenswürdigkeiten
Zu den Sehenswürdigkeiten der Stadt gehören der Marktplatz aus dem 15. Jahrhundert und die Nikolauskirche (kościół św. Mikołaja) aus dem Jahr 1477. Das städtische Krankenhaus wurde in den Jahren 1846 bis 1850 errichtet, der Bahnhof entstammt dem Jahr 1867.

## Wirtschaft
Von den insgesamt ca. 4900 Beschäftigten der Stadt arbeiten ca. 36 % in der Industrie, ca. 19 % im Handel und ca. 11 % im Bildungssektor. Die Arbeitslosigkeitsquote betrug im Oktober 2005 über 22 %.

### Verkehr
In der Stadt kreuzen sich die Straßen Biała Podlaska–Międzyrzec Podlaski–Warschau und Białystok–Międzyrzec Podlaski–Lublin–Rzeszów.
Durch die Stadt verläuft die Bahnstrecke Warschau–Moskau.

## Söhne und Töchter der Stadt
- Adam Rakowski (1879–1941), russischer Chemiker
- Morris Michael Edelstein (1888–1941), US-amerikanischer Jurist und Politiker
- Sława Przybylska (* 1932), Sängerin und Schauspielerin
- Leonard Mróz (1947–2020), Opernsänger und Hochschullehrer
- Stanisław Olesiejuk (* 1956), Maler, Zeichner und Lehrer
- Dominik Marczuk (* 2003), Fußballspieler